# Plumularia ramulifera
Plumularia ramulifera är en nässeldjursart som beskrevs av George James Allman 1871. Plumularia ramulifera ingår i släktet Plumularia och familjen Plumulariidae. Inga underarter finns listade i Catalogue of Life.